# Dragušica
Dragušica (izvirno srbsko Драгушица) je naselje v Srbiji, ki upravno spada pod Občino Knić; slednja pa je del Šumadijskega upravnega okraja.

## Demografija
V naselju živi 202 polnoletnih prebivalcev, pri čemer je njihova povprečna starost 43,1 let (41,2 pri moških in 44,8 pri ženskah). Naselje ima 73 gospodinjstev, pri čemer je povprečno število članov na gospodinjstvo 3,38.
To naselje je, glede na rezultate popisa iz leta 2002, večinoma srbsko.
|  |

| Demografija | Demografija     | Demografija     |
| Leto        | Št. prebivalcev | Št. prebivalcev |
| ----------- | --------------- | --------------- |
|             |                 |                 |
|             |                 |                 |
|             |                 |                 |
|             |                 |                 |
| 1948        | 404             |                 |
| 1953        | 376             |                 |
| 1961        | 342             |                 |
| 1971        | 343             |                 |
| 1981        | 319             |                 |
| 1991        | 236             | 232             |
| 2002        | 247             | 247             |
|             |                 |                 |

| Etnična sestava po popisu iz leta 2002 | Etnična sestava po popisu iz leta 2002 | Etnična sestava po popisu iz leta 2002 | Etnična sestava po popisu iz leta 2002 | Etnična sestava po popisu iz leta 2002 |
| -------------------------------------- | -------------------------------------- | -------------------------------------- | -------------------------------------- | -------------------------------------- |
| Srbi                                   | Srbi                                   |                                        | 246                                    | 99,59%                                 |
| Hrvati                                 | Hrvati                                 |                                        | 1                                      | 0,40%                                  |
| Neznano                                | Neznano                                |                                        | 0                                      | 0,0%                                   |